# Ват-Ратчанадда
Ват-Ратчанадда (тайск. วัดราชนัดดาราม) — ват (буддийский храм) в Бангкоке. Расположен в восточной части Старого города (район Пхра Накхон), выходит на улицы Ратчадамноен Кланг и Маха Чаи. Строительство начато по приказу короля Таиланда Рамы III в 1846 году, закончено в XX веке. Название храма означает «Внучка короля» и дано в честь принцессы Соманас Вадханавади.
Ват занимает территорию, окружённую оградой, и состоит из нескольких зданий. Наиболее примечательное из них — Лоха Прасат, построенное как чеди и сделанное из металла. Это единственное металлическое храмовое здание Бангкока. Лоха Прасат построена по образцу ныне утраченного цейлонского храма III века до н. э. Из сохранившихся стилей прасат наиболее близок к бирманскому.

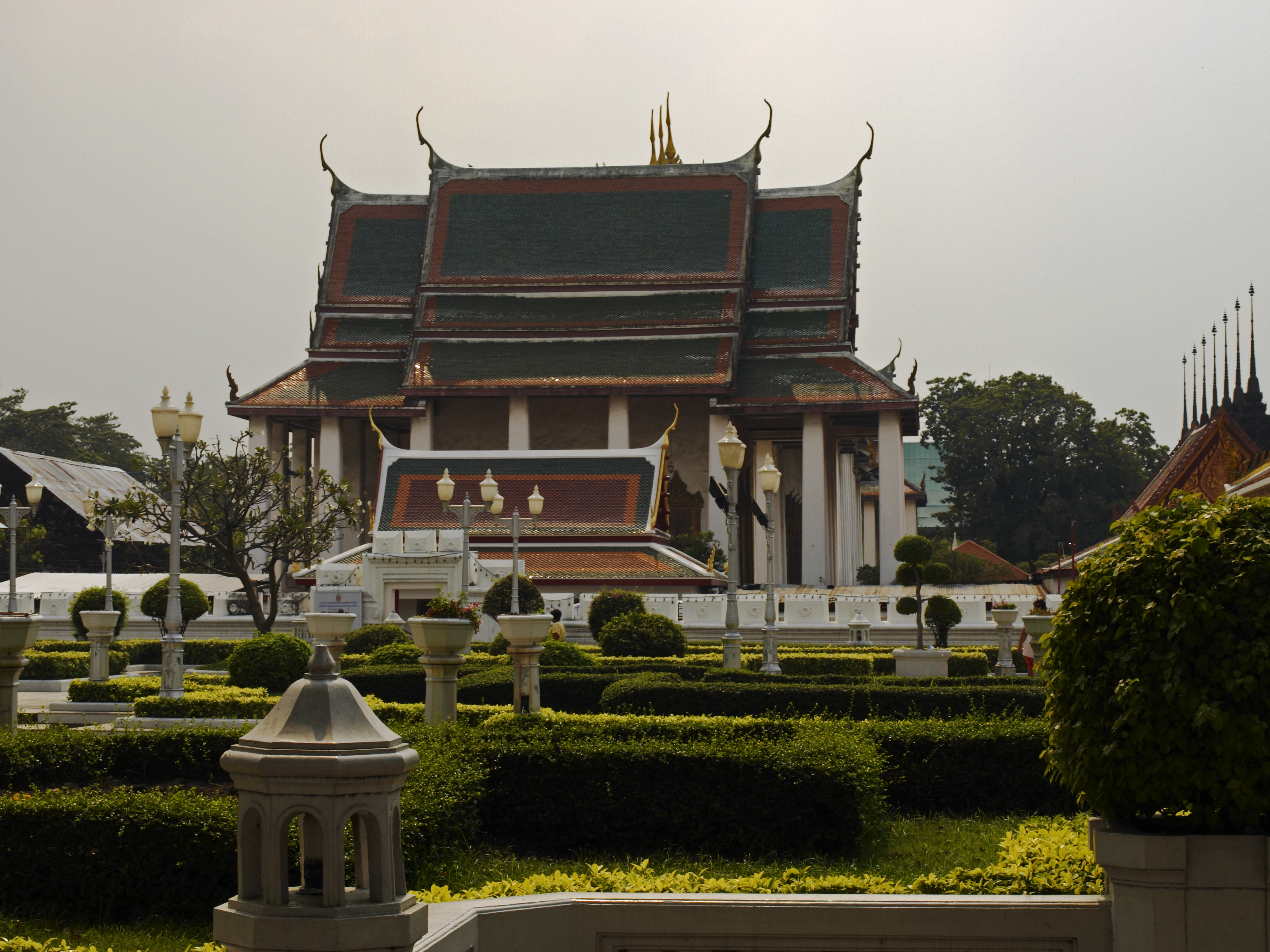
Вихара

Высота Лоха Прасат 36 м. Он состоит из четырёх этажей, на каждом из которых расположены металлические шпили. Общее число шпилей 37, что соответствует 37 добродетелям, ведущим к просветлению. Каждый этаж представляет собой лабиринт, в котором помещения для медитации и шпили соединены проходами и лестницами.
На территории вата расположен большой рынок амулетов.
Храм изображён на почтовой марке номиналом 65 курушей, выпущенной Турцией в 2008 году по случаю пятидесятилетия установления дипломатических отношений с Таиландом.